# Beta Hydri

Gráfico Beta Hydri

Beta Hydri (β Hyi) es la estrella más brillante en la constelación de Hydrus con magnitud aparente +2,80. Es la estrella brillante más cercana al polo sur celeste, ya que Polaris Australis (σ Octantis), la estrella polar del hemisferio sur, apenas brilla con magnitud 5,42. En el pasado, hacia el año 150 a. C., Beta Hydri estuvo situada a menos de dos grados del polo. Se encuentra a 24,4 años luz de distancia del sistema solar.

## Características
Beta Hydri es una estrella subgigante de tipo espectral G2IV con una temperatura superficial de 5750 K, solo 30 K más fría que el Sol. Es 3,7 veces más luminosa que éste, siendo su radio casi el doble del radio solar.
Su período de rotación, en torno a 29 días, puede ser similar al de nuestra estrella; sin embargo, dado que no se conoce la inclinación de su eje, dicho período puede ser mucho menor.
Presenta una metalicidad un 22 % inferior a la solar ([Fe/H] = -0,11).
Se piensa que puede ser una estrella variable, recibiendo la denominación provisional de NSV 161.
Con una masa de solo 1,1 masas solares, hace unos 5000 o 6000 millones de años Beta Hydri empezó su vida como una enana amarilla de tipo F8, aumentando su brillo a medida que consumía su hidrógeno interno para, en última instancia, expandirse en la estrella que actualmente vemos. En el futuro continuará su enfriamiento y expansión, llegando a alcanzar una luminosidad 1000 veces mayor que la del Sol.
Posteriormente, expulsará sus capas externas —fase de nebulosa planetaria— y concluirá sus días como una enana blanca con una masa aproximadamente la mitad que la que hoy tiene.
Beta Hydri ha sido estudiada mediante astrosismología, ciencia que estudia la estructura interna de estrellas pulsantes interpretando su espectro de frecuencias.
Se sabe que el gas agitado en las capas externas de una estrella genera ondas sonoras. Semejantes a las ondas sísmicas de un terremoto en la Tierra, estas ondas provocan pulsaciones en la superficie estelar.
En el Sol, estas pulsaciones fueron descubiertas en 1979 y tienen un período aproximado de 5 minutos.
Siendo Beta Hydri considerablemente más vieja que nuestra estrella, su período —de 17 minutos— es también más largo.
Beta Hydri es una de las estrellas seleccionadas por los proyectos Darwin y Terrestrial Planet Finder (TPF) para la búsqueda de planetas terrestres en la zona de habitabilidad alrededor de la estrella.
La órbita de un hipotético planeta con agua líquida estaría centrada aproximadamente a 1,9 UA de la estrella.